# Nguyễn Ngọc Hai
Nguyễn Ngọc Hai (sinh 1962) là một chính khách người Việt Nam. Ông từng là Phó Bí thư Tỉnh ủy, Chủ tịch Ủy ban nhân dân tỉnh Bình Thuận, đại biểu Quốc hội Việt Nam khóa XI thuộc đoàn đại biểu tỉnh Bình Thuận.

## Tiểu sử
Nguyễn Ngọc Hai sinh ngày 31 tháng 12 năm 1962, quê quán tại huyện Hàm Thuận Bắc, tỉnh Bình Thuận.
Ông có trình độ chuyên môn là kỹ sư thủy lợi.
Ông còn có chứng chỉ chuyên viên cao cấp.
Ông là đảng viên Đảng viên Đảng Cộng sản Việt Nam, có trình độ cử nhân lí luận chính trị của đảng này.
Trước khi trở thành Chủ tịch UBND tỉnh Bình Thuận, ông Nguyễn Ngọc Hai từng giữ các chức vụ: Giám đốc Sở NN-PTNT tỉnh, Bí thư Thị ủy thị xã La Gi, đại biểu Quốc hội khoá XI (Bình Thuận).
Tháng 8 năm 2007, lúc còn đương chức Giám đốc Sở Nông nghiệp và phát triển nông thôn tỉnh Bình Thuận, Nguyễn Ngọc Hai bị kỉ luật Đảng với hình thức cảnh cáo do để xảy ra vụ phá rừng La Dạ vào tháng 4 năm 2005.
Tháng 1 năm 2014, Thủ tướng Nguyễn Tấn Dũng phê chuẩn việc miễn nhiệm chức danh Phó Chủ tịch UBND tỉnh Bình Thuận nhiệm kỳ 2011 - 2016 đối với ông Nguyễn Ngọc Hai.
Ngày 11 tháng 12 năm 2015, tại kì họp thứ 12 HĐND tỉnh Bình Thuận khóa 9, Nguyễn Ngọc Hai, Phó bí thư Tỉnh ủy Bình Thuận đã được bầu giữ chức vụ Chủ tịch Ủy ban nhân dân tỉnh Bình Thuận.
Chiều 18/01/2021, HĐND tỉnh - khóa X đã tổ chức kỳ họp chuyên đề lần thứ VIII để thông qua nhiều nội dung quan trọng. HĐND tỉnh cũng đã thực hiện quy trình miễn nhiệm chức danh Chủ tịch UBND tỉnh, nhiệm kỳ 2016 - 2021 đối với đồng chí Nguyễn Ngọc Hai, lý do không đủ thời gian tái cử Ban chấp hành Đảng bộ tỉnh Bình Thuận, nhiệm kỳ 2020 - 2025.

## Điều tra và khởi tố
Ngày 10-2-2022, Bộ Công an cho biết trước đó ngày 3-5-2021, Cơ quan Cảnh sát điều tra (CSĐT) Bộ Công an thực hiện Quyết định của Thủ trưởng Cơ quan CSĐT Bộ Công an về phân công giải quyết nguồn tin về tội phạm tại 9 dự án đất đai, đầu tư phát triển nhà ở thương mại trên địa bàn tỉnh Bình Thuận có dấu hiệu vi phạm pháp luật. Với cáo buộc Vi phạm quy định về quản lý, sử dụng tài sản Nhà nước gây thất thoát, lãng phí xảy ra tại Dự án Khu thương mại dịch vụ và dân cư Tân Việt Phát 2 (Bình Thuận), Bộ Công an đã khởi tố, bắt giam ông Nguyễn Ngọc Hai, nguyên Phó Bí thư Tỉnh ủy, Chủ tịch Ủy ban nhân dân tỉnh Bình Thuận.

## Kỷ luật
Ngày 26/4/2022, Tổng Bí thư Nguyễn Phú Trọng chủ trì họp Bộ Chính trị, Ban Bí thư để thi hành kỷ luật nhiều cán bộ, lãnh đạo của tỉnh Bình Thuận lý do Ban Thường vụ Tỉnh ủy Bình Thuận nhiệm kỳ 2010 - 2015 và nhiệm kỳ 2015 - 2020, Ban cán sự đảng UBND tỉnh Bình Thuận nhiệm kỳ 2011 - 2016 và nhiệm kỳ 2016 - 2021 đã vi phạm nguyên tắc tập trung dân chủ và Quy chế làm việc; thiếu trách nhiệm, buông lỏng lãnh đạo, chỉ đạo, thiếu kiểm tra, giám sát để UBND tỉnh và nhiều tổ chức, cá nhân vi phạm quy định của Đảng, pháp luật của Nhà nước trong quản lý, sử dụng đất, thực hiện một số dự án; để một số cán bộ, đảng viên, trong đó có cán bộ chủ chốt của tỉnh bị khởi tố, bắt tạm giam.
- Ông Nguyễn Ngọc Hai, nguyên Phó Bí thư Tỉnh ủy (nhiệm kỳ 2015 - 2020); nguyên Bí thư Ban cán sự đảng, nguyên Chủ tịch Ủy ban nhân dân tỉnh Bình Thuận (nhiệm kỳ 2016 - 2021) bị khai trừ ra khỏi Đảng, cùng chịu trách nhiệm về những vi phạm, khuyết điểm của Ban Thường vụ Tỉnh ủy nhiệm kỳ 2015 - 2020; chịu trách nhiệm chính, trách nhiệm người đứng đầu về những vi phạm, khuyết điểm của Ban cán sự đảng Ủy ban nhân dân tỉnh và Ủy ban nhân dân tỉnh nhiệm kỳ 2016 - 2021; chịu trách nhiệm trực tiếp, trách nhiệm cá nhân trong việc ký các văn bản vi phạm pháp luật về đất đai, đầu tư,...[8]